# José Luís Cardoso
José Luís Cardoso é licenciado em Economia pelo ISEG-ULisboa e em Sociologia pelo ISCTE, doutorado e agregado em Economia (ISEG-ULisboa). Até Março 2008 foi professor catedrático no ISEG-ULisboa, onde exerceu os cargos de Presidente do Departamento de Economia e do Conselho Científico. Colabora como professor visitante em diversas Universidades portuguesas e estrangeiras.
É autor de várias obras sobre história do pensamento económico, com especial incidência no estudo do caso português em perspetiva comparada. Publicou recentemente Portugal como Problema, a Economia como Solução (2 Vols.), Lisboa, FLAD-Público, 2006. Prepara um livro sobre Economia e Política do Corporativismo e organiza, com Pedro Lains, Paying for the Liberal State: The Rise of Public Finance in Nineteenth Century Europe, Cambridge UP, 2009.
Publicou diversos artigos em revistas referenciadas no Social Science Citation Index, designadamente: History of Political Economy, The European Journal of the History of Economic Thought, Journal of the History of Economic Thought, Journal of Sócio-Economics, History of European Ideas, Studies in the History and Philosophy of Science, Financial History Review e Economies et Societés.
Coordenou a coleção Obras Clássicas do Pensamento Económico Português (20 obras em 30 volumes), publicadas pelo Banco de Portugal entre 1990-1998. Coordenou diversos projetos financiados pela FCT e colabora na direção de um projeto da European Science Foundation.
Foi co-fundador e é co-director das revistas The European Journal of the History of Economic Thought e e-journal of Portuguese History. É sócio efectivo da Academia das Ciências de Lisboa, editor associado do Portuguese Economic Journal e membro de várias associações científicas internacionais.